# 용용공주
용용공주는 고전게임의 일종이다.

## 게임 특징
주인공인 용용공주는 특정 섬들을 돌아다니며 별과일 50개를 모아야 한다.

## 등장인물
- 용용공주

게임의 주인공. 별과일 50개를 모아야 한다.
- 사인

마법사. 별과일 50개를 모아야 한다는 임무를 준다.

## 게임의 진행 방법
제일 먼저 시작하면 숲의 섬부터 진행한다. 사인이 여신의 은화 5개를 준다. 몬스터들을 물리치면서 돈과 아이템을 얻고 해당 화면에 나오는 별과일은 반드시 먹어야 한다. 별과일은 50개 또는 그 이상 모아야 한다.